# Mikołaj Jelski
Mikołaj Jelski herbu Pielesz odmienny (zm. 29 stycznia 1632) – wojski piński w latach 1629–1632, stolnik piński w 1629 roku, poborca piński w 1619 roku, podstarości piński w latach 1614–1631, pisarz grodzki piński w latach 1610–1613.
Walczył w oblężeniu Moskwy w 1612 roku. Jako poseł województwa brzeskolitewskiego na sejm nadzwyczajny 1629 roku był deputatem na Trybunał Skarbowy Wielkiego Księstwa Litewskiego.
Zabity przez chorążego pińskiego Jana Fiedziuszkę.